# Керівні органи Пласту
До органів урядування організації «Пласт» в Україні належать Крайова пластова старшина, Крайова пластова рада, Крайова ревізійна комісія, Крайовий пластовий з'їзд.

## Крайова пластова старшина
Крайова Пластова Старшина (КПС) — це виконавчий та адміністративний орган Пласту.
Головою КПС може бути тільки дійсний член Пласту, який є членом Кадри Виховників. До складу КПС обов'язково має входити діловод фінансово-господарської діяльності. Голова та працівники КПС не можуть перебувати на виборних посадах в керівних органах Пласту до керівників місцевих осередків включно.

### Завдання КПС
- допомагає Крайовому Пластовому З'їзду, Крайовій Пластовій Раді, Крайовій Ревізійній Комісії та їх допоміжним органам у виконанні їх обов'язків та готує наради КПР;
- забезпечує виконання рішень Крайового Пластового З΄їзду, КПР, КРК та їх комісій;
- проводить заходи для популяризації Пласту та підвищення організаційної кваліфікації членів Пласту;
- веде відповідну документацію;
- забезпечує інформацією членство Пласту;
- підтримує зв'язки зі структурними підрозділами Пласту і допомагає їм у розвитку;
- організовує систему звітності;
- вивчає подання на членство, реєстрацію структурних підрозділів;
- сприяє та наглядає за влаштуванням міжкрайових і окружних заходів;
- підтримує стосунки з іншими громадськими організаціями, органами державної влади, іншими об'єднаннями громадян з питань, передбачених цим статутом;
- подає щорічні звіти зі своєї діяльності до Крайової Пластової Ради;
- на доручення КПР виконує інші адміністративні функції.
- забезпечує функціонування та розвиток Пластової крамнички

## Крайова ревізійна комісія
Крайова ревізійна комісія (КРК) — один з керівних органів управління Пласту в Україні; здійснює контроль фінансово-господарської діяльності організації.
З 2018 року Головою Крайової Ревізійної Комісії Національної скаутської організації України «Пласт» є Ольга Герус.

## Обов'язки КРК
- організовувати не менше одного разу на два роки перевірку фінансово-господарської та будь-яку іншої діяльністі КПР, КПС, структурних підрозділів і створених Пластом юридичних осіб та інформувати про результати перевірки членів Пласту;
- розглядати апеляції на рішення КПР;
- призупиняти дію рішення КПР у випадку їхньої суперечності Статуту та Правильникам Пласту НСОУ.